# چارلز گریفین
چارلز گریفین (انگلیسی: Charles Griffin; ۱۸ دسامبر ۱۸۲۵ – ۱۵ سپتامبر ۱۸۶۷) فرد نظامی اهل ایالات متحده آمریکا بود.